# PIPS
P.I.P.S. (англ. PIPS Is POSIX on Symbian) — Портируемый пнтерфейс операционной системы (POSIX) для Symbian, библиотеки, необходимые для запуска некоторых приложений. С его помощью разработчики получают лёгкий способ портирования приложений с разных операционных систем без необходимости изменения интерфейса приложения. Данная возможность реализована внедрением стандартного API POSIX C в ОС Symbian. Новый API упакован в промышленный стандарт библиотек — libc, libm, libpthread и libdl — и тесно интегрированы в операционную систему Symbian с целью увеличения производительности и эффективного использования памяти. Благодаря этому затраты и время на мигрирование программного продукта с различных ОС сокращаются.